# Neutre (electricitat)
El neutre en un sistema elèctric significa «que no té càrrega elèctrica total, perquè la càrrega negativa es contraresta amb la positiva.»
Un sistema de corrent monofàsic és la distribució de l'electricitat que consta d'una únic corrent altern o una única fase i, per tant, tot el voltatge varia de la mateixa manera. En aquest sistema tots els voltatges del subministrament varien a l'uníson. La distribució monofàsica de l'electricitat es fa servir quan les càrregues són principalment d'il·luminació i de calefacció, amb pocs grans motors elèctrics. Un subministrament monofàsic connectat a un motor elèctric de corrent altern no produirà un camp magnètic giratori; els motors monofàsics necessiten circuits addicionals per a engegar-se, i aquests motors són poc usuals per sobre dels tipus de 10 o 20 kW. El voltatge i la freqüència d'aquest corrent depenen del país o regió. 230 i 110 Volts són els valors més estesos per al voltatge i 50 o 60 Hertz són els valors més estesos per la freqüència.